# Kvalifikace na Mistrovství Evropy ve fotbale 2004 – skupina 9
Zápasy této kvalifikační skupiny na Mistrovství Evropy ve fotbale 2004 se konaly v letech 2002 a 2003. Z pěti účastníků si postup na závěrečný turnaj zajistil vítěz skupiny. Druhý tým skupiny hrál baráž.

## Tabulka
| Tým                 | Z | V | R | P | VG | IG | B  |
| ------------------- | - | - | - | - | -- | -- | -- |
| Itálie              | 8 | 5 | 2 | 1 | 17 | 4  | 17 |
| Wales               | 8 | 4 | 1 | 3 | 13 | 10 | 13 |
| Srbsko a Černá Hora | 8 | 3 | 3 | 2 | 11 | 11 | 12 |
| Finsko              | 8 | 3 | 1 | 4 | 9  | 10 | 10 |
| Ázerbájdžán         | 8 | 1 | 1 | 6 | 5  | 20 | 4  |

## Zápasy
Pozn. V roce 2003 se Jugoslávie přejmenovala na název Srbsko a Černá Hora.
| 7. září 2002 |       |                        |                                                                                     |
| Finsko       | 0 – 2 | Wales                  | Helsinský olympijský stadion, Helsinky diváci: 35,833 rozhodčí: Konrad Plautz (AUT) |
|              |       | Hartson 30' Davies 72' | Helsinský olympijský stadion, Helsinky diváci: 35,833 rozhodčí: Konrad Plautz (AUT) |

| 7. září 2002 |       |                                 |                                                                             |
| Ázerbájdžán  | 0 – 2 | Itálie                          | Tofik Bakhramov Stadium, Baku diváci: 40,000 rozhodčí: Kyros Vassaras (GRE) |
|              |       | Ahmadov 33' (vl.) Del Piero 65' | Tofik Bakhramov Stadium, Baku diváci: 40,000 rozhodčí: Kyros Vassaras (GRE) |

| 12. října 2002 |       |               |                                                                                        |
| Itálie         | 1 – 1 | Jugoslávie    | Stadio San Paolo, Neapol diváci: 55,000 rozhodčí: Manuel Enrique Mejuto González (ESP) |
| Del Piero 38'  |       | Mijatović 27' | Stadio San Paolo, Neapol diváci: 55,000 rozhodčí: Manuel Enrique Mejuto González (ESP) |

| 12. října 2002                         |       |             |                                                                                   |
| Finsko                                 | 3 – 0 | Ázerbájdžán | Helsinský olympijský stadion, Helsinky diváci: 11,853 rozhodčí: Alain Hamer (LUX) |
| Agaev 14' (vl.) Tihinen 60' Hyypiä 72' |       |             | Helsinský olympijský stadion, Helsinky diváci: 11,853 rozhodčí: Alain Hamer (LUX) |

| 16. října 2002                     |       |        |                                                                                |
| Jugoslávie                         | 2 – 0 | Finsko | Stadion Crvena Zvezda, Bělehrad diváci: 35,000 rozhodčí: Dick van Egmond (NED) |
| Kovačević 55' Mijatović 84' (pen.) |       |        | Stadion Crvena Zvezda, Bělehrad diváci: 35,000 rozhodčí: Dick van Egmond (NED) |

| 16. října 2002         |       |               |                                                                             |
| Wales                  | 2 – 1 | Itálie        | Millennium Stadium, Cardiff diváci: 70,000 rozhodčí: Gilles Veissiere (FRA) |
| Davies 11' Bellamy 70' |       | Del Piero 31' | Millennium Stadium, Cardiff diváci: 70,000 rozhodčí: Gilles Veissiere (FRA) |

| 20. listopadu 2002 |       |                       |                                                                         |
| Ázerbájdžán        | 0 – 2 | Wales                 | Tofik Bakhramov Stadium, Baku diváci: 12,000 rozhodčí: Luc Huyghe (BEL) |
|                    |       | Speed 10' Hartson 68' | Tofik Bakhramov Stadium, Baku diváci: 12,000 rozhodčí: Luc Huyghe (BEL) |

| 12. února 2003                   |       |                   |                                                                                 |
| Srbsko a Černá Hora              | 2 – 2 | Ázerbájdžán       | Městský stadion Podgorica, Podgorica diváci: 8,000 rozhodčí: Jacek Granat (POL) |
| Mijatović 33' (pen.) Lazetić 52' |       | Gurbanov 58', 77' | Městský stadion Podgorica, Podgorica diváci: 8,000 rozhodčí: Jacek Granat (POL) |

| 29. března 2003                           |       |             |                                                                           |
| Wales                                     | 4 – 0 | Ázerbájdžán | Millennium Stadium, Cardiff diváci: 73,500 rozhodčí: Philippe Leuba (SUI) |
| Davies 1' Speed 40' Hartson 43' Giggs 52' |       |             | Millennium Stadium, Cardiff diváci: 73,500 rozhodčí: Philippe Leuba (SUI) |

| 29. března 2003 |       |        |                                                                              |
| Itálie          | 2 – 0 | Finsko | Stadio Renzo Barbera, Palermo diváci: 34,074 rozhodčí: Valentin Ivanov (RUS) |
| Vieri 6', 23'   |       |        | Stadio Renzo Barbera, Palermo diváci: 34,074 rozhodčí: Valentin Ivanov (RUS) |

| 7. června 2003                     |       |                     |                                                                                      |
| Finsko                             | 3 – 0 | Srbsko a Černá Hora | Helsinský olympijský stadion, Helsinky diváci: 17,343 rozhodčí: Claude Colombo (FRA) |
| Hyypiä 19' Kolkka 45' Forssell 56' |       |                     | Helsinský olympijský stadion, Helsinky diváci: 17,343 rozhodčí: Claude Colombo (FRA) |

| 11. června 2003 |       |                         |                                                                                    |
| Finsko          | 0 – 2 | Itálie                  | Helsinský olympijský stadion, Helsinky diváci: 36,850 rozhodčí: Zeljko Siric (CRO) |
|                 |       | Totti 31' Del Piero 73' | Helsinský olympijský stadion, Helsinky diváci: 36,850 rozhodčí: Zeljko Siric (CRO) |

| 11. června 2003                     |       |                     |                                                                    |
| Ázerbájdžán                         | 2 – 1 | Srbsko a Černá Hora | Shafa Stadium, Baku diváci: 3,500 rozhodčí: Knud Erik Fisker (DEN) |
| Gurbanov 88' (pen.) Ismayilov 90+1' |       | Bošković 27'        | Shafa Stadium, Baku diváci: 3,500 rozhodčí: Knud Erik Fisker (DEN) |

| 20. srpna 2003      |       |       |                                                                             |
| Srbsko a Černá Hora | 1 – 0 | Wales | Stadion Crvena Zvezda, Bělehrad diváci: 22,000 rozhodčí: Anders Frisk (SWE) |
| Mladenović 73'      |       |       | Stadion Crvena Zvezda, Bělehrad diváci: 22,000 rozhodčí: Anders Frisk (SWE) |

| 6. září 2003                               |       |       |                                                                           |
| Itálie                                     | 4 – 0 | Wales | Giuseppe Meazza Stadium, Milán diváci: 80,000 rozhodčí: Markus Merk (GER) |
| Inzaghi 59', 63', 70' Del Piero 76' (pen.) |       |       | Giuseppe Meazza Stadium, Milán diváci: 80,000 rozhodčí: Markus Merk (GER) |

| 6. září 2003  |       |                        |                                                                   |
| Ázerbájdžán   | 1 – 2 | Finsko                 | Shafa Stadium, Baku diváci: 7,500 rozhodčí: Vladimir Hrinák (SVK) |
| Ismayilov 88' |       | Tainio 52' Nurmela 74' | Shafa Stadium, Baku diváci: 7,500 rozhodčí: Vladimir Hrinák (SVK) |

| 10. září 2003 |       |              |                                                                                 |
| Wales         | 1 – 1 | Finsko       | Millennium Stadium, Cardiff diváci: 73,411 rozhodčí: Arturo Duadén Ibánez (ESP) |
| Davies 3'     |       | Forssell 79' | Millennium Stadium, Cardiff diváci: 73,411 rozhodčí: Arturo Duadén Ibánez (ESP) |

| 10. září 2003       |       |             |                                                                            |
| Srbsko a Černá Hora | 1 – 1 | Itálie      | Stadion Crvena Zvezda, Bělehrad diváci: 30,000 rozhodčí: Alain Hamer (LUX) |
| Ilić 82'            |       | Inzaghi 22' | Stadion Crvena Zvezda, Bělehrad diváci: 30,000 rozhodčí: Alain Hamer (LUX) |

| 11. října 2003                    |       |                                    |                                                                           |
| Wales                             | 2 – 3 | Srbsko a Černá Hora                | Millennium Stadium, Cardiff diváci: 72,514 rozhodčí: Fritz Stuchlik (AUT) |
| Hartson 26' (pen.) Earnshaw 90+3' |       | Vukić 6' Milošević 82' Ljuboja 88' | Millennium Stadium, Cardiff diváci: 72,514 rozhodčí: Fritz Stuchlik (AUT) |

| 11. října 2003                         |       |             |                                                                                      |
| Itálie                                 | 4 – 0 | Ázerbájdžán | Stadio Oreste Granillo, Reggio Calabria diváci: 27,000 rozhodčí: Stuart Dougal (SCO) |
| Vieri 16' Inzaghi 24', 87' Di Vaio 64' |       |             | Stadio Oreste Granillo, Reggio Calabria diváci: 27,000 rozhodčí: Stuart Dougal (SCO) |